# Rainer Höft

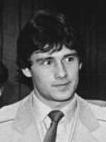
Rainer Höft bei der DDR-Sportler des Jahres 1980 Auszeichnung

Rainer Höft (* 3. April 1956 in Berlin) ist ein ehemaliger deutscher Handballspieler.
Er spielte insgesamt 96 Mal für die DDR-Nationalmannschaft und warf 169 Tore. Er wurde mit dem Team 1978 Dritter bei der Handballweltmeisterschaft und gewann bei den Olympischen Spielen 1980 in Moskau die Goldmedaille. In der DDR-Oberliga spielte er für den SC Dynamo Berlin. 1980 erhielt Höft den Vaterländischen Verdienstorden in Silber.